# Арктигенин
Арктигенин представляет собой лигнан. Агликон арктиина. Содержится в некоторых растениях семейства астровых, включая большой лопух (Arctium lappa), который широко используется в традиционной китайской медицине.

## Биологическая активность
Арктигенин показал противовирусное и противораковое действие in vitro. Арктигенин рекомендуют в качестве жизненно важного соединения, которое можно использовать в терапии ревматоидного артрита.
Было показано, что использование арктигенина эффективно на мышиной модели японского энцефалита.